# Cadenazzo
Cadenazzo é uma comuna da Suíça, no Cantão Tessino, com 2.332 habitantes. Estende-se por uma área de 8,44 km², de densidade populacional de 279 hab/km². Confina com as seguintes comunas: Bironico, Camorino, Contone, Cugnasco, Gudo, Isone, Locarno, Medeglia, Pianezzo, Ponte Capriasca, Rivera, Sant'Antonino, Sant'Antonio.
A língua oficial nesta comuna é o Italiano.